# إدمونتون أويلرز
إدمونتون أويلرز (بالإنجليزية: Edmonton Oilers) هو فريق هوكي جليد كندي محترف يلعب في شعبة المحيط الهادئ من القسم الغربي في دوري الهوكي الوطني (NHL). حاز على كأس ستانلي خمس مرات أعوام 1984، 1985، 1987، 1988، 1990.